# خط الطباعة العربي

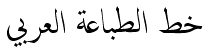
خط الطباعة العربي لويندوز، Arabic Typesetting

خط الطباعة العربي هو خط حاسوب مطوّر من قبل مأمون صقال. الخط يبني على الخط العربي التقليدي على نسق خط النسخ، مع إمكانية القدرة على الاستغلال الكامل لتقنية أبن‌تيب  الموسعة، لتحقيق اشكال الرموز العامودية، والرموز المتغيرة بحسب المكان وحسب اللغة. فاز الخط بجائزة تصميم الخطوط عام 2003، بالاشتراك مع خط غنتيوم Gentium وثلاثة عشر خطوط أخرى. 
خط الحروف العربي مرفق بشكل افتراضي مع ويندوز فيستا وكذلك يشكل خطاً نموذجيا في فولت من شركة مايكروسوفت.